# مارجيت جراف
مارجيت جراف (بالألمانية: Margit Graf)‏ هي متسابقة على الجليد بمزلاجة نمساوية، ولدت في 20 مارس 1951 في Mitterberghütten ‏ في النمسا.

## وصلات خارجية
- مارجيت جراف على موقع أوليمبيديا (الإنجليزية)